# Mesnard-la-Barotière
Mesnard-la-Barotière település Franciaországban, Vendée megyében. Lakosainak száma 1560 fő (2022. január 1.). Mesnard-la-Barotière Les Herbiers, Saint-Fulgent és Vendrennes községekkel határos.

## Népesség
A település népességének változása:
| Lakosok száma | 1325 | 1380 | 1436 | 1440 | 1472 | 1504 | 1538 | 1561 | 1560 |
|               | 2013 | 2015 | 2016 | 2017 | 2018 | 2019 | 2020 | 2021 | 2022 |